# Sinacroneuria wui
Sinacroneuria wui is een steenvlieg uit de familie borstelsteenvliegen (Perlidae). De wetenschappelijke naam van de soort is als Acroneuria wui voor het eerst geldig gepubliceerd in 1998 door D. Yang & C. Yang.